# 6996 Альвенслебен
6996 Альвенслебен (2222 T-2, 1977 EV4, 1977 FV, 1986 TR10, 6996 Alvensleben) — астероїд головного поясу, відкритий 29 вересня 1973 року.
Тіссеранів параметр щодо Юпітера — 3,131.